# Vernaya fulva
Vernaya fulva  (Allen, 1927) è l'unica specie del genere Vernaya (Anthony, 1941), diffusa in Cina e Birmania.

## Descrizione

### Dimensioni
Roditore di piccole dimensioni, con lunghezza della testa e del corpo tra 60 e 80 mm, la lunghezza della coda tra 100 e 140 mm e la lunghezza del piede tra 16 e 18 mm.

### Caratteristiche craniche e dentarie
Il cranio ha un rostro corto e la scatola cranica larga e appiattita. È presente una cospicua depressione longitudinale che parte dalle ossa nasali e si estende fino alle ossa parietali.
Sono caratterizzati dalla seguente formula dentaria:

### Aspetto
La pelliccia è densa e setosa. Le parti dorsali e il dorso delle zampe sono fulve, leggermente cosparse di sottili peli neri. Le guance e i fianchi sono più brillanti. La fronte e la testa sono leggermente più scure e grigiastre. Le parti inferiori sono bianche, senza una demarcazione netta sui fianchi. Le orecchie sono rivestite di peli sparsi e sono fulve nella superficie interna e nerastre esternamente. Le vibrisse sono lunghe e nere.  Le dita hanno artigli appuntiti tranne il pollice che è rudimentale, con un'unghia estremamente piccola e appiattita. La coda è lunga quasi il doppio della testa e del corpo ed è cosparsa di peli, con un ciuffo sulla punta. Il colore è uniformemente marrone scuro eccetto la parte basale inferiore che è giallastra. Le femmine hanno una o due paia di mammelle pettorali e due paia inguinali.

## Biologia

### Comportamento
È una specie arboricola. Sono stati osservati suoi nidi tra Bambù della specie Semiarundinaria nitida.

## Distribuzione e habitat
Questa specie è diffusa nelle zone montagnose delle province cinesi dello Yunnan occidentale, Sichuan settentrionale, Gansu meridionale, Shaanxi sud-occidentale e Birmania settentrionale.
Vive nelle foreste montane tra 2.100 e 2.700 metri di altitudine. È stata inoltre osservata in colline con boscaglie di vegetazione densa.

## Conservazione
La IUCN Red List, considerato il vasto areale e la popolazione numerosa, classifica V.fulva come specie a rischio minimo (Least Concern).